# Carl August Wilhelm Berends
Carl August Wilhelm Berends (ur. 19 kwietnia 1754 w Anklam; zm. 1 grudnia 1826 w Berlinie) – niemiecki lekarz i filozof, uczony; rektor Uniwersytetu Wrocławskiego w latach 1811–1812; od 1815 roku kierował berlińską Charité.

## Życiorys
Urodził się w 1754 roku w Anklam, na terenie Pomorza Przedniego. Kilkanaście lat później rozpoczął studia na Uniwersytecie Viadrina we Frankfurcie nad Odrą, po czyn przeniósł się do Wiednia. W 1780 roku ukończył tam medycynę, a wkrótce potem i filozofię. W 1786 roku został urzędnikiem w powiecie lubuskim, a dwa lata później wrócił do Frankfurtu nad Odrą, gdzie został profesorem Uniwersytetu Viadrina. W tym czasie ostro krytykował miejscowy szpital (Frankfurter Thielschen Krankenhaus) za zbyt małą liczbę łóżek w porównaniu do liczby chorych. Mimo to kolejny wielki szpital w tym mieście powstał dopiero w 1835 roku. W 1789 roku W 1789 roku opublikował swoją pracę na temat nauczania młodych lekarzy zajmujących się chorymi pacjentami w oparciu o własne doświadczenia we frankfurckim szpitalu.
Po likwidacji Viadriny i połączeniu ją z Akademią Leopoldyńską we Wrocławiu, został pierwszym rektorem Śląskiego Uniwersytetu Fryderyka Wilhelma we Wrocławiu (1811-1812).
W 1815 roku król Prus Fryderyk Wilhelm III mianował go na kierownika berlińskiej Charité, którym był do swojej śmierci w 1826 roku.

## Dzieła
- Über den Unterricht junger Ärzte am Krankenbett. 1789
- Über die Unsicherheit der Kennzeichen des Todes, in Hinsicht auf den bei verstorbenen Schwangeren zu unternehmenenden Kaiserschnitt.
- Handbuch Innere Krankheiten.